# Jonatan Habib Engqvist
Jonatan Habib Engqvist, född 1973, är en svensk författare och kurator. 
Engqvist är utbildad i filosofi och konstvetenskap på bland annat Södertörns Högskola och konstteori på Konstfack. Han är huvudsakligen verksam internationellt och har kuraterat konstbiennaler på många olika platser i världen.

## Yrkesliv
Engqvist var anställd på Kungliga Konsthögskolan i Stockholm 2005-2007 där han arbetade med forskningsprogrammet Konst och Nya Media samt med Konst och Arkitektur tillsammans med Maria Lantz. 
Han var anställd som intendent vid Moderna Museet i Stockholm 2008-2009 och projektledare på Iaspis 2009-2014. Mellan 2016 och 2020 var han konstnärlig chef för projektet Nya Småland på uppdrag av Kalmar Konstmuseum, Växjö konsthall, Kulturparken Småland och Linnéuniversitet tillsammans med Mike Bode.

### Undervisning
Engqvist har undervisat på Kungliga Konsthögskolan i Stockholm, och på Koninklijke Academie van Beeldende Kunsten, (KABK) i den Haag i  Nederländerna samt på The New School i New York, konsthögskolan i Riga och på kurator-utbildningen vid Stockholms Universitet. Han är mentor på konstuniversitetet Helsingfors tillsammans med Angela Rosenberg.

## Som kurator
I Sverige har Engqvist bland annat kuraterat utställningar på Moderna Museet, Borås Konstmuseum, Färgfabriken, Kalmar Konstmuseum, Vandalorum. År 2016 var han kurator för Konsthall Jönköpings uppmärksammande offentliga konstverk "Public Face" av Julius von Bismarck, Benjamin Maus och Richard Wilhelmer som bestod av en 8 meter hög mobil smiley i neon på Rådhustaket i Jönköping som var kopplad till ansiktsigenkänning och läste av Jönköpingsbornas känslor i realitd.
Utomlands har han kuraterat utställningar på bland annat Museo de Geología i Mexico, Islands Nationalgalleri, samt internationella biennaler och festivaler såsom Havanabiennialen, Cycle Music And Art Festival i Berlin / Reykjavík / Koparvogur (2018), Survival Kit 9 i Riga, Lettland, Sinopale 6, Sinop, Turkiet (2017), Tunnel Vision, 8:e Momentumbiennalen i Moss, Norge 2015 och (I)ndependent People på Reykjavik Arts Festival 2012.  
Han var även kurator för Project Biennial D-0 Ark Underground i Tito's bunker i Bosnien (2019) med Basak Senova och Branko Franceschi som hade titeln Do secret services dream of a museum? I utställningen ingick konstnärer som Bella Rune och Yoko Ono. På uppdrag av Nordiska Konstförbundet kuraterade han den första VR Paviljongen på Venedigbiennalen år 2019 med "Medusa" en 360° virtuell verklighetsfilm av den venetianska konstnären och filmaren Sara Tirelli. 

## Som författare
Engqvist har skrivit för och redigerat flera svenska kulturtidskrifter som Ord och Bild, Glänta, Hjärnstorm och Paletten, internationella konstpublikationer och utställningskataloger samt kritik för Hongkong tidskriften Art East Asia och även för svenska Flamman Han har gett ut ett antal böcker på svenska, isländska och engelska, samt i översättningar till ett flertal språk. Sedan 2021 är han tillsammans med Ann Ighe redaktör för Ord&Bild där han ofta skriver och översätter till svenska.

## Samarbeten
Engqvist har, ofta tidigt i deras karriärer, arbetat med konstnärer som Meric Algün, Julis von Bismarck, Joseph Beuys, Ane Graff, Minna L. Henriksson, Sofia Hultén, The Icelandic Love Corperation, Ragnar Kjartansson, Ferdinand Ahm Krag, Agnieszka Kurant, Cristóbal Lehyt, Eva Löfdahl, Lap-See Lam, Joanna Lombard, Lundahl & Seitl, Britta Marakatt-Labba, Fujiko Nakaya, Vlad Nanca, Christine Ödlund, Yoko Ono, Ola Pehrson, Raluca Popa, Bella Rune, Sigrid Sandström, Edward Shenk, Daniel Steegmann Mangrané, Bjarni H. Thorarinsson, Sissel Tolaas, Lars Tunbjörk, Slavs & Tatars, Superflex, Ryan Trecartin, Steina Vasulka, Dzina Zhuk & Nicolay Spesivtsev, Zhala.
Han har även arbetat med avancerade VR produktioner tillsammans med konstnärsparet Lundahl & Seitl och ScanLab.

## Övriga uppdrag
Engqvist startade och driver Curatorial Residency In Stockholm (CRIS) och är redaktör för online-tidskriften tsnoK.se. Han är ordförande för Svensk Curatorförening.